# Sant Salvador dels Arenys
Sant Salvador dels Arenys és una església del municipi de Castelldefels (Baix Llobregat) que forma part del conjunt de la masia de Can Vinyes i Torre de Sant Salvador protegit com a bé cultural d'interès nacional. Les primeres restes són del segle x. La refacció actual (1987), especialment a la part de la façana, és obra del segle xviii.

## Descripció
Dins del recinte de la Masia de Can Vinyes es troba aquesta ermita que conserva un absis romànic, amb finestra de doble esqueixada, de mig punt. La façana, molt reformada, té porta, òcul i espadanya. La urbanització de l'entorn l'ha englobada totalment. Conserva un retaule, que és una reproducció del gòtic, destruït el 1936.